# Великий міст протоки Акасі
Великий міст протоки Акасі (яп. 明石海峡大橋, акасі кайкьо охасі), також відомий як Перлиновий міст (англ. Pearl Bridge) — висячий міст у Японії, що перетинає протоку Акасі(яп. 明石海峡, акасі кайкьо) і з'єднує місто Кобе на острові Хонсю з містом Івая на острові Авадзі. Він є частиною автомагістралі Кобе-Авадзі-Наруто. На момент завершення будівництва у 1998 році, міст мав найдовший у світі центральний проліт довжиною 1991 метр.

## Історія
До будівництва моста через протоку Акасі діяла поромна переправа, яка була небезпечною через часті сильні шторми в регіоні. У 1955 році під час одного зі штормів затонули два пороми, що призвело до загибелі 168 людей. Ця трагедія та громадське невдоволення змусили японський уряд розробити плани будівництва моста для безпечнішого перетину протоки.
Початковий план передбачав створення комбінованого залізнично-автомобільного моста. Однак у квітні 1986 року, перед початком робіт, було ухвалено рішення обмежитися лише автомобільним мостом із шістьма смугами руху. Фактичне будівництво розпочалося у травні 1988 року і тривало 10 років за участі понад 2 мільйонів робітників. Міст було відкрито для руху 5 квітня 1998 року. Вартість проєкту склала близько 500 мільярдів єн (приблизно 4,3 мільярда доларів США на момент завершення).

### Вплив землетрусу в Кобе
Великий землетрус Хансін магнітудою 7,3 стався 17 січня 1995 року, коли конструкція моста ще зводилася. Епіцентр землетрусу знаходився безпосередньо між двома вже збудованими пілонами моста. Попри потужні поштовхи, конструкції не зазнали серйозних пошкоджень. Однак, унаслідок зсуву земної кори, південний пілон та анкерна опора змістилися, що призвело до збільшення довжини центрального прольоту на 0,8 м та бокового — на 0,3 м. Ці зміни були враховані в подальшому будівництві без необхідності кардинальної перебудови.

## Конструкція
Міст Акасі-Кайкьо спроєктовано таким чином, щоб витримувати швидкість вітру до 80 м/с (286 км/год), сейсмічну активність до 8,5 балів за шкалою Ріхтера та сильні морські течії, що досягають 4,5 м/с.

### Фундаменти та пілони
Фундаменти для двох головних пілонів були закладені на морському дні на глибині до 60 метрів в умовах сильних течій. Для цього використовували спеціальний метод опускних колодязів (кесонів) та нещодавно розроблений високоплинний бетон, що не розмивається під водою. Сталеві пілони, що піднімаються на 282,8 м над рівнем моря, мають хрестоподібний переріз для кращої стійкості до вітрових навантажень. Для додаткового гасіння коливань усередині кожного пілона встановлено 20 інерційних демпферів (TMD).

### Кабелі та балка жорсткості
Основні несучі кабелі моста були виготовлені з використанням високоміцного оцинкованого сталевого дроту. Кожен з двох кабелів має діаметр 112 см і складається з 36 830 окремих дротів діаметром 5,23 мм. Загальна довжина всіх дротів становить близько 300 000 км, чого достатньо, щоб обернути Землю 7,5 разів. Для захисту кабелів від корозії всередину них подається сухе повітря.
Проїжджа частина спирається на двошарнірну фермову балку жорсткості, яка забезпечує стійкість конструкції до вітру та землетрусів. Її решітчаста структура дозволяє вітру проходити крізь неї, зменшуючи навантаження.

## Характеристики
- Загальна довжина: 3911 метрів[3].
- Довжина прольотів: міст має три прольоти — центральний довжиною 1991 м та два бокові по 960 м[2].
- Висота пілонів: 282,8 м над рівнем моря[3].
- Висота проїжджої частини над водою: 65 м, що дозволяє проходити великим суднам[1].
- Матеріали: на будівництво пішло близько 181 000 тонн сталі та 1,4 млн кубометрів бетону[5].
- Щоденний трафік: близько 23 000 автомобілів на день (станом на 2014 рік)[1].

## Галерея

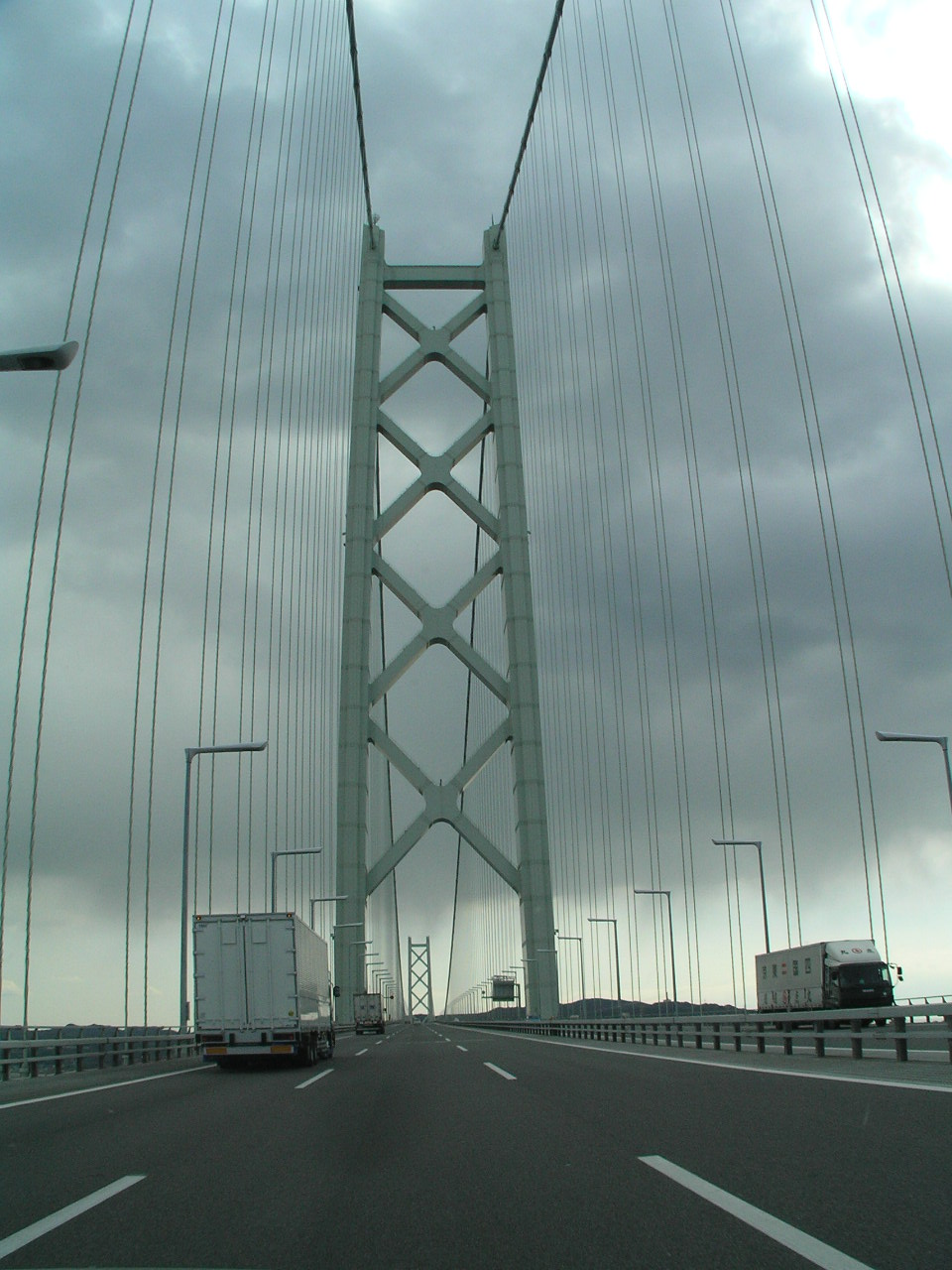
Вид з дороги на пілон
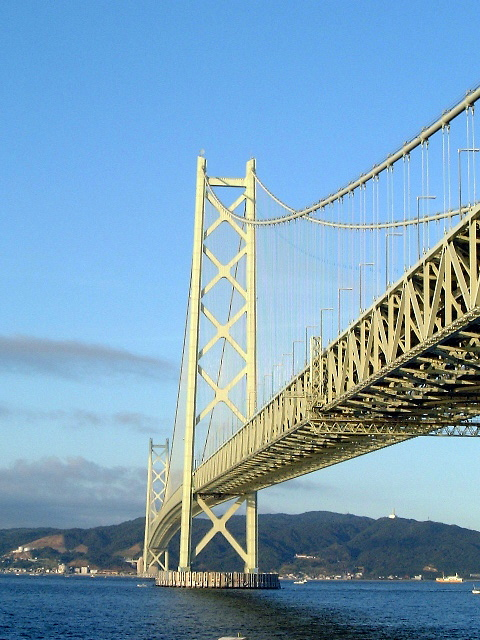
Пілон
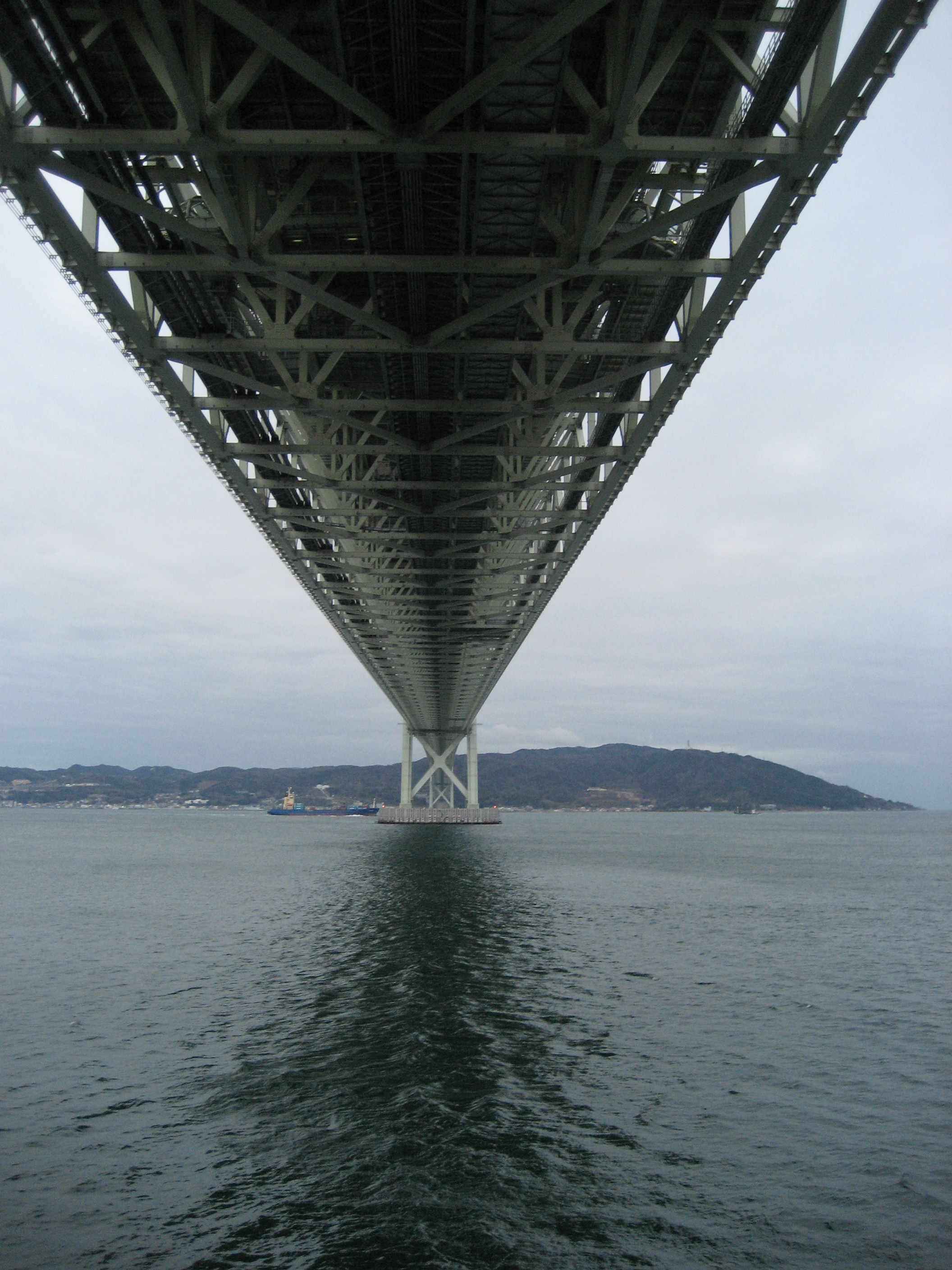
Деталь прольоту
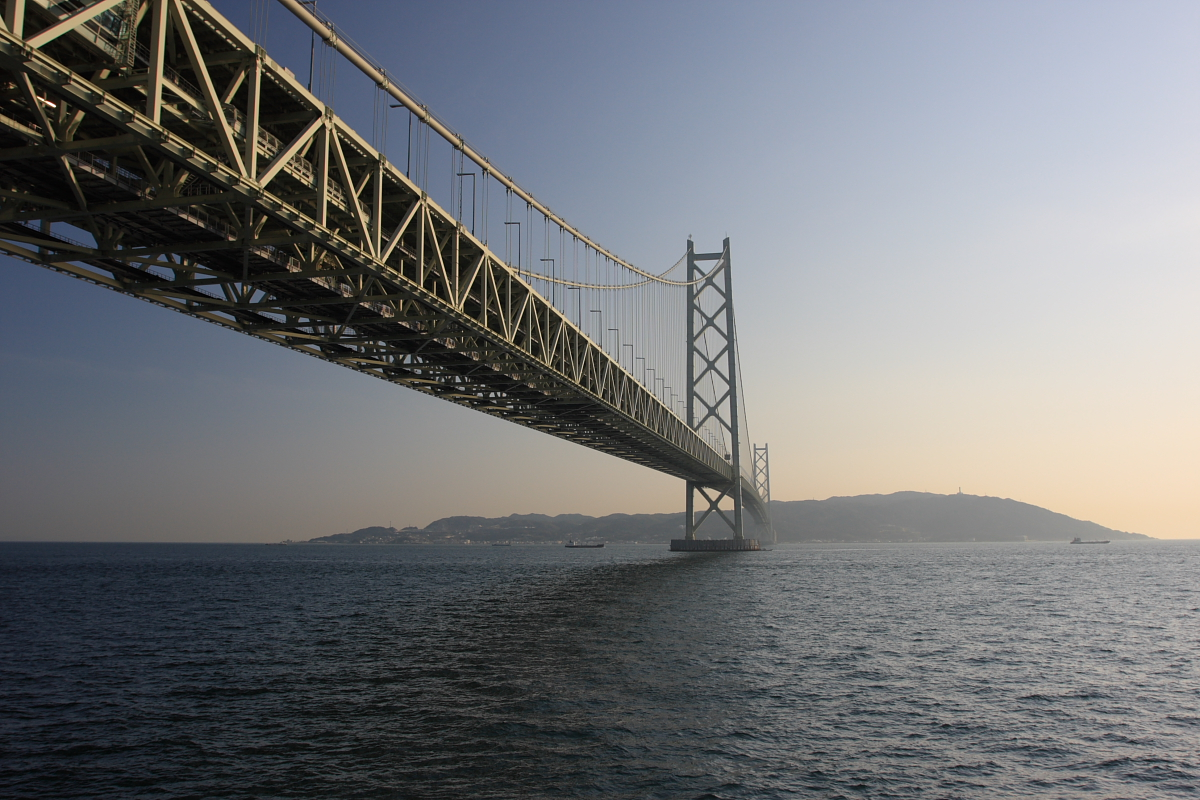
Вид з берегу
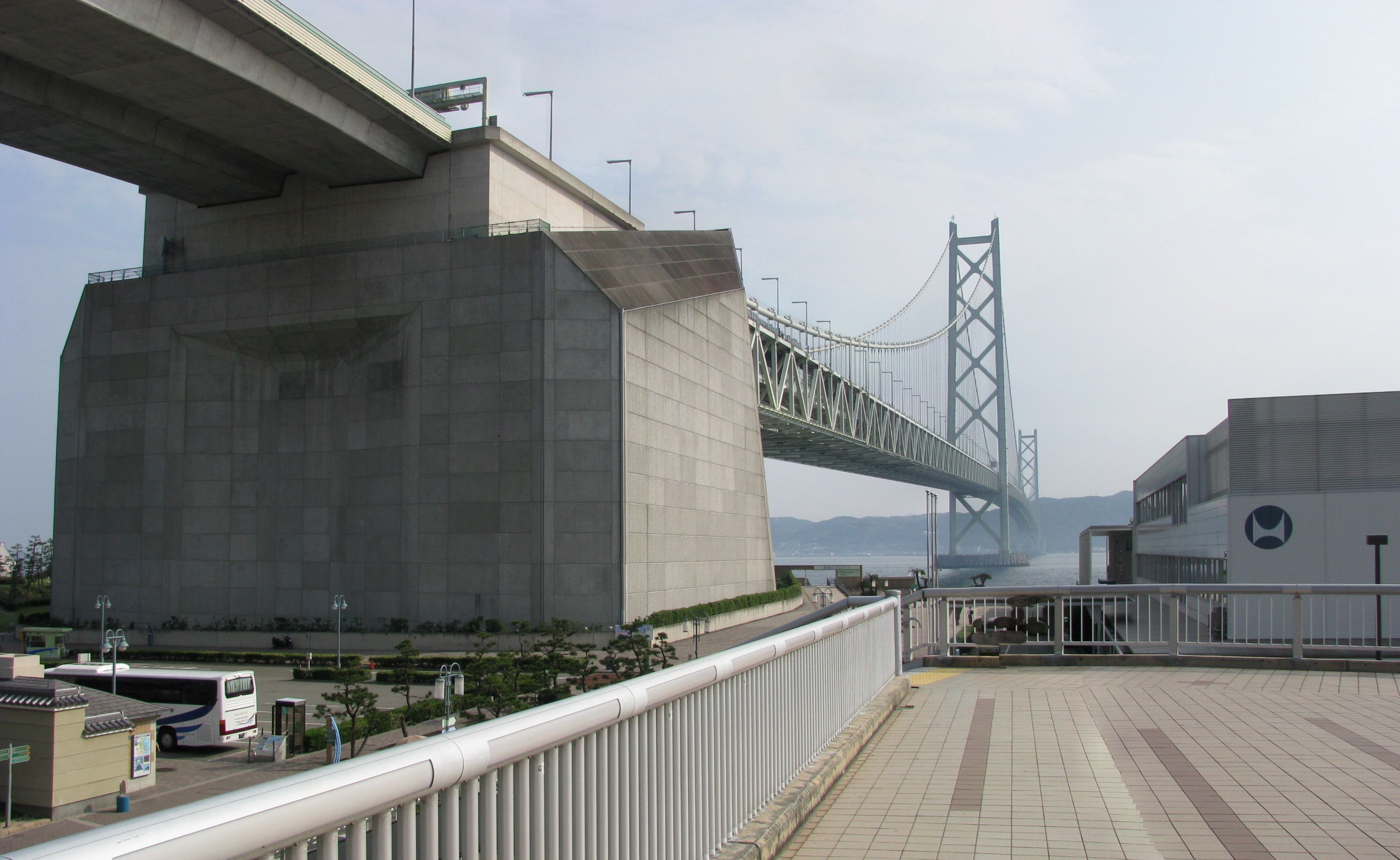
Берегова опора моста
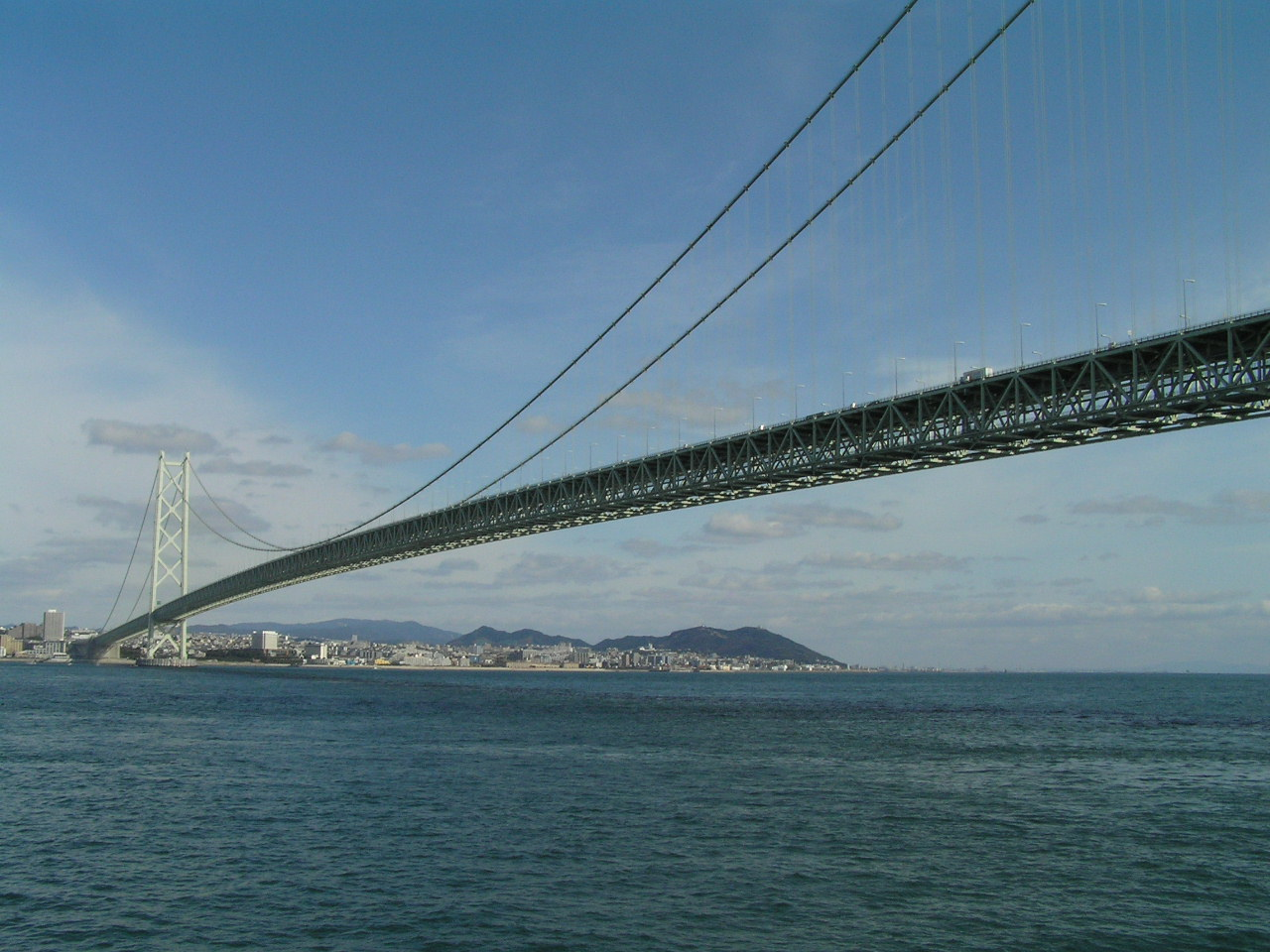
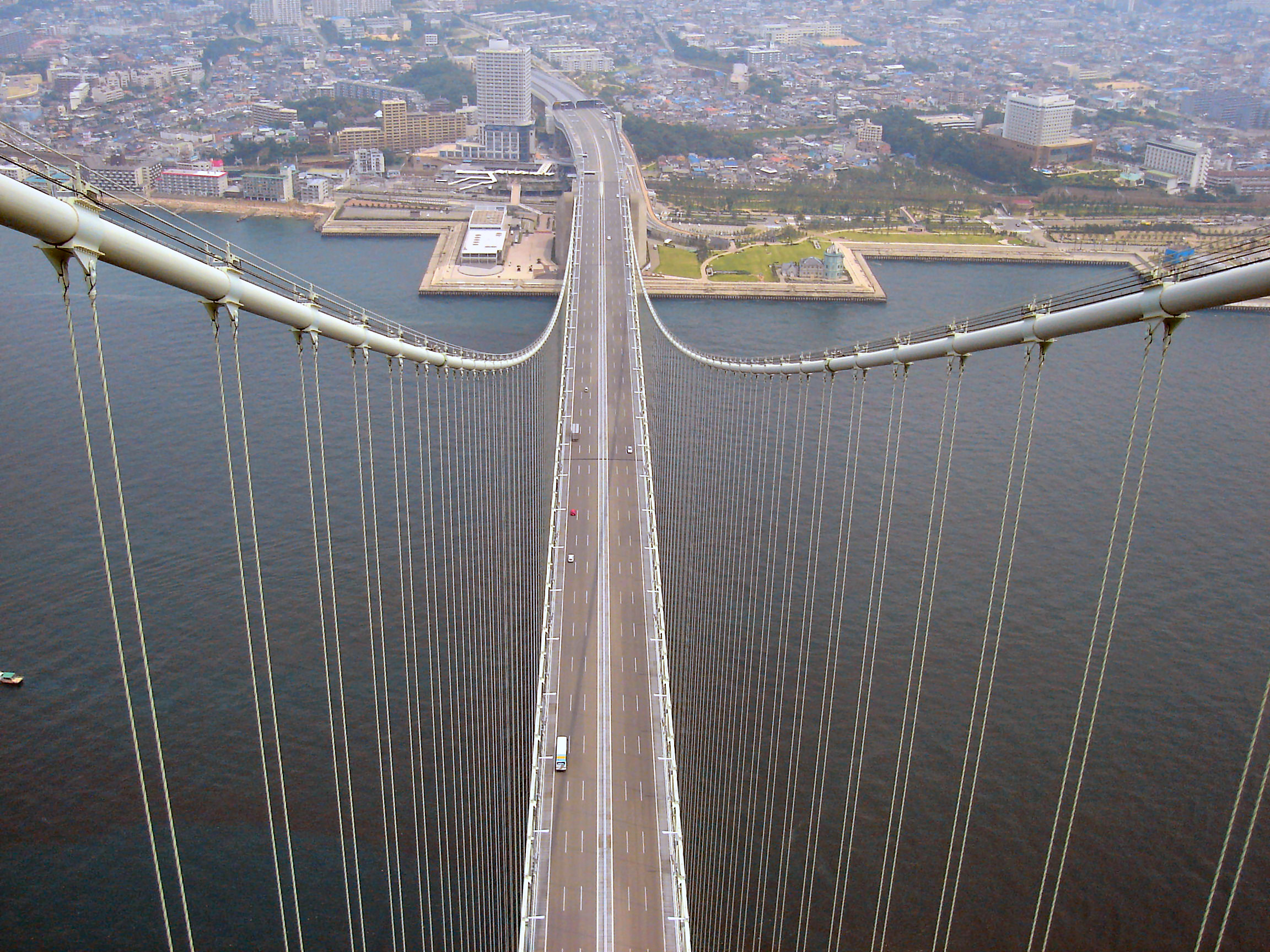
Вид з пілона
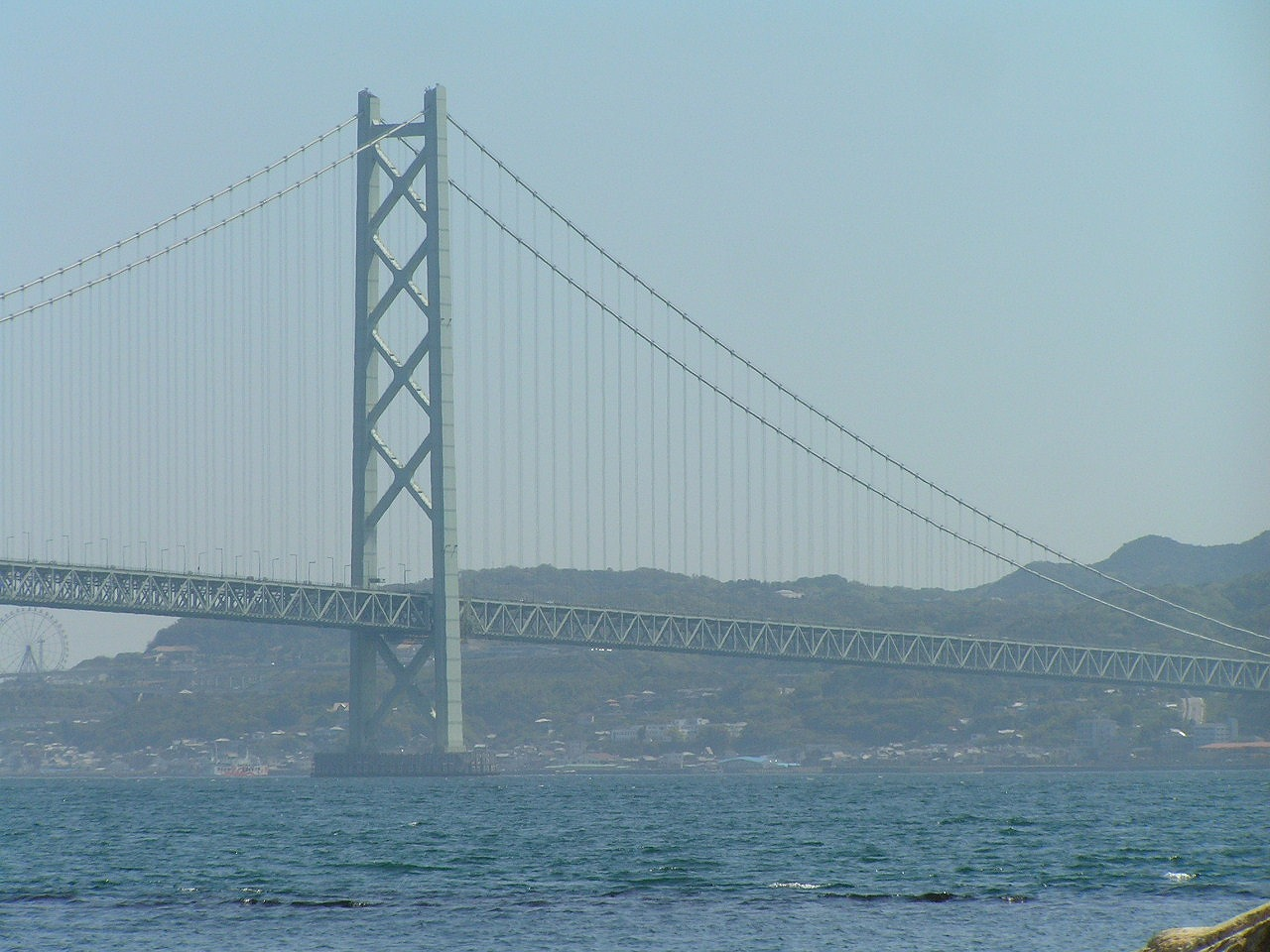
Вид з проливу